# Apac
Apac  este un oraș  în  Uganda. Este reședinta  districtului Apac.